# Hubaekje
Hubaekje (후백제?, 後百濟?, HupaekcheMR; [hu.bɛk̚.t͈ɕe]) è stato uno dei Tre regni posteriori di Corea insieme a Taebong e Silla. Venne fondato dal generale di Silla Kyon Hwon alla guida della nobiltà locale e di un popolo composto in gran parte da discendenti del Baekje. Per i primi tempi, Hubaekje detenne un vantaggio nei giochi di potere con il neonato regno di Goryeo e Silla in declino. Tuttavia, nonostante i territori fertili nella provincia di Jeolla e la grande abilità militare, nel 936 venne conquistato dall'esercito di Goryeo guidato da Wang Geon e cadde, anche a causa dei conflitti politici interni e della defezione di Kyon Hwon, che si era alleato con il Goryeo. La sua capitale era Jeonju.

## Storia
Dopo l'omicidio del re Hyegyong nel 780, il regno di Silla conobbe un periodo di instabilità politica, culminato con il crollo dell'ordine pubblico quando venne incoronata la regina Jinseong nell'887. Negli anni che seguirono si formarono degli Stati separatisti, uno dei quali fu l'Hubaekje, fondato nell'892 dal generale Kyon Hwon. Con una serie di battaglie, lo Stato neonato occupò dieci fortezze di Silla nel 907. Nel 927, l'esercito di Hubaekje saccheggiò Gyeongju, la capitale di Silla; durante l'attacco il re Gyeongae si suicidò, e Kyon Hwon, anziché annettere i territori, pose sul trono un uomo di sua scelta, Gyeongsun. Tre anni dopo, l'Hubaekje subì una pesante sconfitta durante la Battaglia di Gochang, dalla quale cercò di risollevarsi tentando di saccheggiare, inutilmente, la capitale del Goryeo, Kaesong. Nel 935, Kyon Hwon venne detronizzato da suo figlio Sin-gom e chiese asilo al Goryeo, che lo accolse calorosamente. Insieme a Wang Geom, organizzò una grande offensiva contro l'Hubaekje, che cadde e venne inglobato nel Goryeo.